# Vysoká Pec (Karlovy Vary)
Vysoká Pec é uma comuna checa localizada na região de Karlovy Vary, distrito de Karlovy Vary‎.